# Église Saint-Michel-et-Saint-Gabriel de Novi Kneževac
Pour les articles homonymes, voir Église Saint-Michel-et-Saint-Gabriel.
L'église Saint-Michel-et-Saint-Gabriel de Novi Kneževac (en serbe cyrillique : Црква Светих арханђела Михаила и Гаврила у Новом Кнежевцу ; en serbe latin : Crkva Svetih arhanđela Mihaila i Gavrila u Novom Kneževcu) est une église orthodoxe serbe située à Novi Kneževac, dans la province autonome de Voïvodine et dans le district du Banat septentrional en Serbie. Elle est inscrite sur la liste des monuments culturels de grande importance de la république de Serbie (identifiant no SK 1242).

## Présentation
La date exacte de la construction de l'église est inconnue. Elle a peut-être été édifiée entre 1750 et 1775 ou au début du XIXe siècle. La façade néo-classique a été reconstruite en 1853.
L'édifice est constitué d'une nef unique prolongée par une abside demi-circulaire. La façade occidentale est dominée par un clocher à bulbe flanqué d'un pignon à gradins ; deux paires de piliers massifs, encadrant l'entrée et reposant sur des socles, y supportent une architrave elle-même soutenant un tympan.
À l'intérieur, l'iconostase, richement ornée de motifs floraux, a été peinte en 1807 par Georgije Popović, membre d'une famille famille d'artistes originaires de Bečkerek (aujourd'hui Zrenjanin). Les fresques de l'église ont sans doute été peintes par Nikola Aleksić en 1848,.